# Syltsjön
Syltsjön är en sjö i Östersunds kommun i Jämtland och ingår i Indalsälvens huvudavrinningsområde. Sjön har en area på 0,697 kvadratkilometer och ligger 317,2 meter över havet. Sjön avvattnas av vattendraget Mörtån (Blekån).

## Delavrinningsområde
Syltsjön ingår i det delavrinningsområde (702353-147555) som SMHI kallar för Utloppet av Syltsjön. Medelhöjden är 337 meter över havet och ytan är 13,06 kvadratkilometer. Räknas de 11 avrinningsområdena uppströms in blir den ackumulerade arean 135,35 kvadratkilometer. Mörtån (Blekån) som avvattnar avrinningsområdet har biflödesordning 2, vilket innebär att vattnet flödar genom totalt 2 vattendrag innan det når havet efter 177 kilometer. Avrinningsområdet består mestadels av skog (70 procent) och sankmarker (15 procent). Avrinningsområdet har 0,82 kvadratkilometer vattenytor vilket ger det en sjöprocent på 6,3 procent.